# Cheste
Cheste – gmina w Hiszpanii, w prowincji Walencja, we wspólnocie autonomicznej Walencja, o powierzchni 71,44 km². W 2011 roku liczyła 8615 mieszkańców.